# Cardamine castellana
Cardamine castellana är en korsblommig växtart som beskrevs av Lihova och Karol Marhold. Cardamine castellana ingår i släktet bräsmor, och familjen korsblommiga växter. Inga underarter finns listade i Catalogue of Life.